# Amelie in Beieren

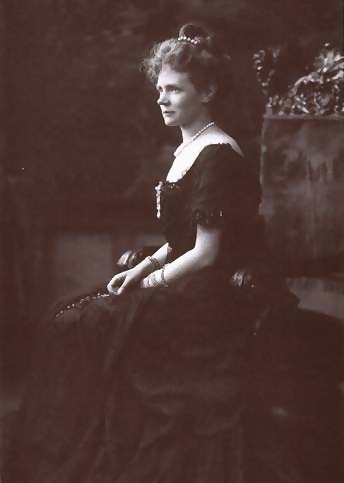
Hertogin Amelie, ca. 1890

Amelie Maria in Beieren (München, 24 december 1865 – Stuttgart, 26 mei 1912) was een hertogin in Beieren uit het huis Wittelsbach.

## Leven
Amelie was een dochter van Karel Theodoor in Beieren en prinses Sophie van Saksen. Haar moeder heeft ze nooit echt gekend, omdat die in 1867 stierf. Zij was de oudere halfzuster van de Belgische koningin Elisabeth en een nichtje van de Oostenrijkse keizerin Elisabeth (Sisi).
Ze trouwde op 4 juli 1892 in Tegernsee, met de Württembergse prins Willem, eerste hertog van Urach, die later als Mindaugas II zou regeren over Litouwen.

## Kinderen
Ze kregen samen negen kinderen:
- Marie Gabriele (1893-1908)
- Elisabeth (1894-1962), getrouwd met Prins Karl van Lichtenstein.
- Karola (1896-1980)
- Wilhelm (1897-1957), getrouwd met Elisabeth Theurer
- Karel Gero (1899-1981), getrouwd met Gravin Gabriele van Waldburg zu Zeil und Trauchburg
- Margarethe (1901-1975)
- Albrecht (1903-1969), eerst getrouwd met Rosemary Blackadder, daarna met Ute Waldschmidt
- Eberhard (1907-1969), getrouwd met Inga van Thurn and Taxis
- Mechtild (1912-2001), getrouwd met Friedrich Karl van Hohenlohe-Waldenburg-Schillingsfürst